# James Colville
James Colville (* 1868 in Coylton; † unbekannt) war ein schottischer Fußballspieler, der von 1892 bis 1895 drei Jahre als Profi in England spielte und zu neun Einsätzen in der Football League First Division kam.

## Karriere
Colville spielte Anfang der 1890er für den Annbank FC, einem Klub aus dem bergbaugeprägten Straßendorf Annbank, der vor der Jahrhundertwende zu den dominierenden Vereinen in Ayrshire zählte. Der Verein gewann 1890 sowie 1892 den Ayrshire Cup, 1892 die Ayrshire Football League und stand 1891/92 gegen die Glasgow Rangers im Viertelfinale des Scottish FA Cups. Im Oktober 1892 wechselte Colville vom schottischen Amateurfußball – das Profitum wurde in Schottland erst 1893 zugelassen – zum im nordenglischen Manchester ansässigen Profiklub Newton Heath, der in der Football League First Division spielte und dessen Kader sich zum überwiegenden Teil aus schottischen Spielern zusammensetzte. Colville war der erste einer ganzen Reihe von Annbank-Spielern, die in den folgenden Jahren bei Newton Heath aktiv waren. Sein Sturmpartner auf dem linken Flügel, Tommy Fitzsimmons, folgte bereits einen Monat später, in der Folge heuerten auch Will Davidson (1893), David Fitzsimmons (1895), James Vance (1896) und John Gourlay (1899) bei Newton Heath an.
Colville debütierte als linker Außenstürmer am 12. November 1892 bei einer 1:3-Heimniederlage gegen Notts County, eine Woche später bildete er mit seinem vormaligen Annbank-Mannschaftskameraden Tommy Fitzsimmons bei einem 2:0-Erfolg gegen Aston Villa erstmals die linke Angriffsseite. Die Partnerschaft hatte sieben weitere Partien Bestand, darunter bei einem 2:2-Unentschieden gegen Accrington Stanley, als beide jeweils einen Treffer beisteuerten. Newton Heath befand sich die gesamte Saison über am Tabellenende und verstärkte sich im März 1893 für die bevorstehenden „Test Matches“ (Relegationsspiele) gegen Small Heath mit dem Schotten Joe Cassidy, der Colville auf Linksaußen verdrängte. Colville kam daraufhin weder in den letzten vier Saisonspielen, noch in den erfolgreichen Spielen um den Klassenerhalt gegen Small Heath zum Einsatz.
Am Saisonende verließ er Newton Heath, verblieb aber im Großraum Manchester und wechselte in die Lancashire League zu Fairfield Athletic. Fairfield strebte die Aufnahme in die Football League und vermutlich war Colville dort auch in der Spielzeit 1894/95 am Ligagewinn und dem Erreichen der Hauptrunde des FA Cups beteiligt. Als Probespieler war er in der Saison 1894/95 zudem zeitweise bei Notts County, blieb aber ohne weiteren Einsatz in der Football League und kehrte im Juni 1895 zum Annbank FC nach Schottland zurück.